# 麗都灣

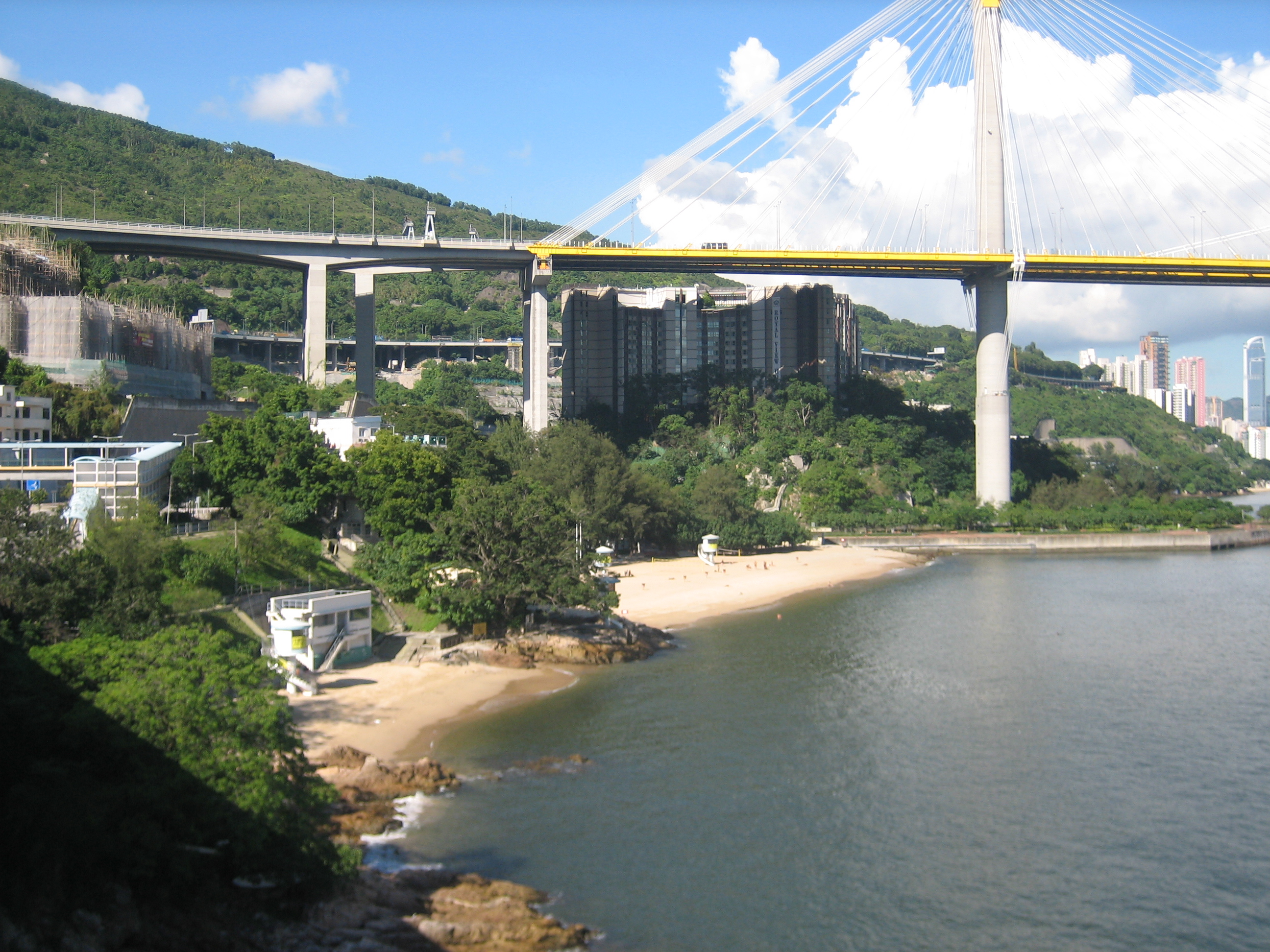
麗都灣及更生灣

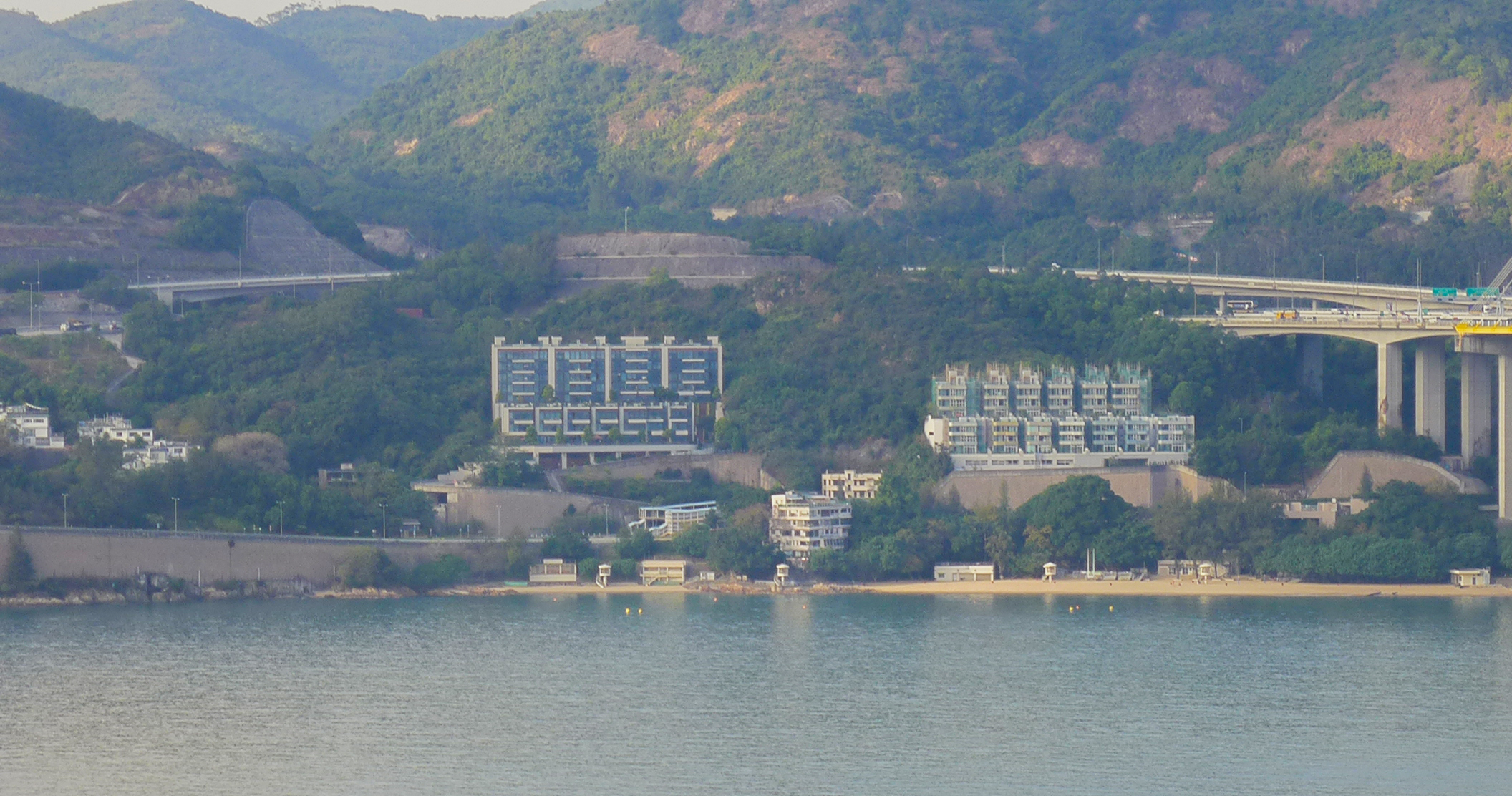
麗都灣的豪宅星岸（左）及金臻（右）

麗都灣（英語：Lido Beach），是位於香港新界荃灣汀九橋西面第一個泳灘，約於1975年開始開放予公眾游泳。它是唯一在荃灣區有沙灘排球場的泳灘，曾有「新界淺水灣」之稱。
是英文的固有詞，有泳灘的意思，中文名稱則音譯為「麗都」。

## 歷史
1974年末，香港政府將麗都灣刊憲，並於1975年啟用。可惜在1995年，政府因為考慮附近海水給大輪船油污的問題日趨嚴重，加上機場核心計劃落實後，青嶼幹線和汀九橋開始興建，所以荃灣區除馬灣東灣外，所有泳灘的水質都不適宜游泳。至2003年，該泳灘更被政府關閉。但是有很多市民都在炎夏到該泳灘作日光浴或弄潮。
於2011年，因水質改善，符合水質指標，達到適合游泳的水平，康文署於2011年6月15日重開麗都灣，同日重開的，還有同區的更生灣、近水灣及海美灣。
在2018年8月29日的上午，此處發生水龍捲，引致一艘獨木舟被吹起。

## 鄰接設施
- 休憩處
- 緩跑徑
- 攀石往返汀九（15至20分鐘）

## 流行文化
2022年夏天ViuTV電視劇《i.SWIM》在該處取景拍攝。